# Aeroporto Internacional de Ciudad del Carmen
O Aeroporto Internacional de Ciudad del Carmen, é um aeroporto localizado na ilha de Ciudad del Carmen, Campeche, México. Se encontra a 350 metros do centro da cidade, muito próxima da zona comercial mais importante da ilha, e dos principais hotéis da cidade. É operado desde 1965 por Aeroportos e Serviços Auxiliares, uma corporação do governo mexicano.
O aeroporto conta com uma superfície de 192 ha e sua plataforma para a aviação comercial é de 10,484 m²; além disso, sua pista tem 2.2 km, apta para receber aviões Boeing 737. Possui estacionamento próprio, com capacidade de 84 lugares. Também oferece os serviços de aluguel de carros.
Dentro de suas dependências, existe um heliponto com 4 companhias que operam mediante contratos para a Pemex. Este heliponto é o maior em horas de voo a nível nacional e um dos maiores a nível continental e mundial.
Em 2008, Ciudad del Carmen recebeu 586,950 passageiros e em 2009 recebeu 558,642 passageiros, segundo dados publicados por Aeroportos e Serviços Auxiliares (ASA).
Seu horário oficial de operação é das 7:00 às 19:00 horas (UTC-6).

## Linhas aéreas e Destinos
- Aeroméxico
  - Cidade do México / Aeroporto Internacional da Cidade do México
  - Monterrey / Aeroporto Internacional Mariano Escobedo
  - Tampico / Aeroporto Internacional General Francisco Javier Mina
  - Veracuz / Aeroporto Internacional General Heriberto Jara
  - Villahermosa / Aeroporto Internacional Carlos Rovirosa Pérez

- Interjet
  - Cidade do México / Aeroporto Internacional da Cidade do México